# ERT2
ERT2 (грец. Ελληνική Ραδιοφωνία Τηλεόραση 2), колишній NET або New Hellenic Television (грец. Νέα Ελληνική Τηλεόραση) — телеканал Грецької корпорації телерадіомовлення, заснований в квітні 1967.

## Історія
У квітні 1967 року створено другий канал YENED, нині ET2, спеціально для Грецьких збройних сил, який повністю контролювався військовиками. З перших своїх днів він став рупором військової хунти чорних полковників. Із поваленням диктатури 1974 року YENED почав занепадати. 1982 року ERT1 бере на себе управління YENED, який стає ERT2. 1987 року ERT1 та ERT2 об'єднані в один канал, здійснено ребрендинг каналів
1987 році ERT1 і ERT2 стала однієї компанії, ERT і каналів ребрендинг каналів, вони отримали назви відповідно ET-1 і ЕТ-2. 1997 року ET-2 реорганізований у канал новин та інформації, який також спеціалізувався на показі документальних фільмів та трансляції спортивних заходів. Відтак його перейменовано в NET (Νέα Ελληνική Τηλεόραση/Нове Грецьке телебачення).
11 червня 2013 року уряд Антоніса Самараса закрив телеканал, однак його працівники продовжували нелегальне мовлення через Інтернет та супутникове телебачення. 11 червня 2015 року уряд Алексіса Ципраса відновив телеканал під назвою ERT2.